# Hold Your Fire Tour
Hold Your Fire Tour è il dodicesimo tour ufficiale della band canadese Rush.

## Storia
Tour promozionale per l'album Hold Your Fire, che si protrae per circa un semestre e interessa gli Stati Uniti, il Canada e, per la prima volta dai tempi del tour di Signals, l'Europa. Il tour è composto da due distinte parti intervallate tra loro da un periodo di pausa di un mese circa: la prima parte, eseguita nel 1987, prevede 26 spettacoli, la seconda, del 1988, 53.
A partire da questo periodo i Rush non eseguono il tour di riscaldamento prima delle sedute di registrazione per un nuovo album (i cosiddetti "Warm up Tour"). Durante il tour la band, allo scopo di ridurre il rischio di errori legati all'impiego di un gran numero di sequencer e campionatori come già accaduto nel precedente tour, si avvale di tecnologie più affidabili e di più efficienti sistemi di sicurezza.
Artisti di supporto che aprono per i Rush nel corso del tour: gli MSG, Tommy Shaw, i Chalk Circle, The Rainmakers. Il tour raccoglie circa 675.000 spettatori.
Durata approssimativa dello show: 120/130 minuti.
Come da abitudine anche per l'Hold Your Fire Tour viene realizzato il Tourbook, libretto contenente informazioni riguardanti la genesi del nuovo album curate come sempre da Neil Peart, fotografie, informazioni sulla crew al seguito del tour, la discografia della band e schede sui singoli componenti del gruppo.

## Formazione
- Geddy Lee – basso elettrico, voce, tastiere, bass pedals
- Alex Lifeson – chitarra elettrica, chitarra acustica, bass pedals, cori
- Neil Peart – batteria, percussioni, percussioni elettroniche

## Scaletta
La setlist del tour di Hold Your Fire include 6 brani provenienti dall'ultimo lavoro in studio, e non viene mai modificata nel corso del tour. La più rilevante novità consiste nell'assolo di batteria: a partire da questo tour diventa infatti un vero e proprio brano, intitolato The Rhythm Method.
- Introduzione (tema di "The Three Stooges")
- The Big Money
- Subdivisions
- Limelight
- Marathon
- Turn the Page
- Prime Mover
- Manhattan Project
- Closer to the Heart
- Red Sector A
- Force Ten
- Time Stand Still
- Distant Early Warning
- Lock and Key
- Mission
- Territories
- YYZ
- The Rhythm Method (assolo di batteria)
- Red Lenses
- The Spirit of Radio
- Tom Sawyer
- bis: 2112 (Overture e The Temples of Syrinx)
- bis: La Villa Strangiato
- bis: In The Mood

## Date
Calendario completo del tour
| Prima Leg        |                      |             |                                   |                                                                                      |
|                  |                      |             |                                   |                                                                                      |
| Data             | Città                | Paese       | Luogo                             | Note                                                                                 |
| 29 ottobre 1987  | Saint John's         | Canada      | Memorial Stadium                  |                                                                                      |
| 30 ottobre 1987  | Saint John's         | Canada      | Memorial Stadium                  |                                                                                      |
| 1º novembre 1987 | Sydney               | Canada      | Centre 200                        |                                                                                      |
| 2 novembre 1987  | Halifax              | Canada      | Metro Centre                      |                                                                                      |
| 4 novembre 1987  | Moncton              | Canada      | Moncton Coliseum                  |                                                                                      |
| 6 novembre 1987  | Providence           | USA         | Civic Center                      |                                                                                      |
| 7 novembre 1987  | Providence           | USA         | Civic Center                      |                                                                                      |
| 9 novembre 1987  | Springfield          | USA         | Civic Center                      |                                                                                      |
| 10 novembre 1987 | Utica                | USA         | Memorial Auditorium               |                                                                                      |
| 12 novembre 1987 | Troy                 | USA         | RPI Fieldhouse                    |                                                                                      |
| 13 novembre 1987 | Binghamton           | USA         | Broome County Arena               |                                                                                      |
| 14 novembre 1987 | Buffalo              | USA         | Memorial Auditorium               |                                                                                      |
| 16 novembre 1987 | Hartford             | USA         | Hartford Civic Center             |                                                                                      |
| 25 novembre 1987 | Atlanta              | USA         | The Omni                          |                                                                                      |
| 27 novembre 1987 | Charlotte            | USA         | Charlotte Coliseum                |                                                                                      |
| 30 novembre 1987 | Largo                | USA         | Capital Centre                    |                                                                                      |
| 2 dicembre 1987  | Worcester            | USA         | The Centrum                       |                                                                                      |
| 3 dicembre 1987  | Worcester            | USA         | The Centrum                       |                                                                                      |
| 5 dicembre 1987  | New Haven            | USA         | Veterans Coliseum                 |                                                                                      |
| 7 dicembre 1987  | East Rutherford      | USA         | Meadowlands Arena                 | recupero data prevista per il 6 dicembre annullata per lasciar posto a Frank Sinatra |
| 9 dicembre 1987  | Uniondale            | USA         | Nassau Coliseum                   |                                                                                      |
| 11 dicembre 1987 | New York             | USA         | Madison Square Garden             |                                                                                      |
| 13 dicembre 1987 | Filadelfia           | USA         | The Spectrum                      |                                                                                      |
| 14 dicembre 1987 | Filadelfia           | USA         | The Spectrum                      |                                                                                      |
| 16 dicembre 1987 | Pittsburgh           | USA         | Civic Arena                       |                                                                                      |
| 17 dicembre 1987 | Richfield            | USA         | Richfield Coliseum                |                                                                                      |
| Seconda Leg      |                      |             |                                   |                                                                                      |
|                  |                      |             |                                   |                                                                                      |
| Data             | Città                | Paese       | Luogo                             | Note                                                                                 |
| 14 gennaio 1988  | Hampton              | USA         | Hampton Coliseum                  | recupero data prevista per il 28 novembre                                            |
| 15 gennaio 1988  | Raleigh              | USA         | Reynolds Coliseum                 |                                                                                      |
| 17 gennaio 1988  | Birmingham           | USA         | Birmingham-Jefferson Civic Center |                                                                                      |
| 18 gennaio 1988  | Jackson              | USA         | Mississippi Coliseum              |                                                                                      |
| 19 gennaio 1988  | Dallas               | USA         | Reunion Arena                     |                                                                                      |
| 20 gennaio 1988  | Dallas               | USA         | Reunion Arena                     |                                                                                      |
| 21 gennaio 1988  | San Antonio          | USA         | Convention Center Arena           |                                                                                      |
| 23 gennaio 1988  | Oklahoma City        | USA         | The Myriad                        |                                                                                      |
| 24 gennaio 1988  | Shreveport           | USA         | Hirsch Memorial Coliseum          |                                                                                      |
| 25 gennaio 1988  | Little Rock          | USA         | Barton Coliseum                   |                                                                                      |
| 26 gennaio 1988  | Little Rock          | USA         | Barton Coliseum                   |                                                                                      |
| 27 gennaio 1988  | New Orleans          | USA         | Lakefront Arena                   | registrazioni per A Show of Hands                                                    |
| 29 gennaio 1988  | Houston              | USA         | The Summit                        |                                                                                      |
| 30 gennaio 1988  | Austin               | USA         | Erwin Special Events Center       |                                                                                      |
| 1º febbraio 1988 | Phoenix              | USA         | Veterans Memorial Coliseum        | registrazioni per A Show of Hands                                                    |
| 3 febbraio 1988  | San Diego            | USA         | Sports Arena                      | registrazioni per A Show of Hands                                                    |
| 4 febbraio 1988  | Los Angeles          | USA         | Great Western Forum               |                                                                                      |
| 5 febbraio 1988  | Los Angeles          | USA         | Great Western Forum               |                                                                                      |
| 15 febbraio 1988 | Lakeland             | USA         | Civic Center                      |                                                                                      |
| 16 febbraio 1988 | Hollywood            | USA         | Hollywood Sportatorium            | recupero data prevista per il 13 febbraio                                            |
| 18 febbraio 1988 | Jacksonville         | USA         | Memorial Coliseum                 |                                                                                      |
| 19 febbraio 1988 | Pensacola            | USA         | Civic Center                      |                                                                                      |
| 21 febbraio 1988 | Memphis              | USA         | Mid-South Coliseum                |                                                                                      |
| 22 febbraio 1988 | Nashville            | USA         | Municipal Auditorium              |                                                                                      |
| 23 febbraio 1988 | Cincinnati           | USA         | Riverfront Coliseum               |                                                                                      |
| 24 febbraio 1988 | Cincinnati           | USA         | Riverfront Coliseum               |                                                                                      |
| 25 febbraio 1988 | Rosemont             | USA         | Rosemont Horizon                  |                                                                                      |
| 26 febbraio 1988 | Rosemont             | USA         | Rosemont Horizon                  |                                                                                      |
| 28 febbraio 1988 | Peoria               | USA         | Civic Center                      |                                                                                      |
| 1º marzo 1988    | Saint Louis          | USA         | The Arena                         |                                                                                      |
| 2 marzo 1988     | Indianapolis         | USA         | Market Square Arena               |                                                                                      |
| 4 marzo 1988     | Detroit              | USA         | Joe Louis Arena                   |                                                                                      |
| 5 marzo 1988     | Detroit              | USA         | Joe Louis Arena                   |                                                                                      |
| 7 marzo 1988     | Toronto              | Canada      | Maple Leaf Gardens                |                                                                                      |
| 8 marzo 1988     | Toronto              | Canada      | Maple Leaf Gardens                |                                                                                      |
| 10 marzo 1988    | Montréal             | Canada      | The Forum                         |                                                                                      |
| 11 marzo 1988    | Québec               | Canada      | Colisee De Québec                 |                                                                                      |
| 2 aprile 1988    | Omaha                | USA         | Civic Auditorium Arena            |                                                                                      |
| 4 aprile 1988    | Bloomington          | USA         | Met Center                        |                                                                                      |
| 5 aprile 1988    | Milwaukee            | USA         | Mecca Arena                       |                                                                                      |
| 7 aprile 1988    | Kansas City          | USA         | Kemper Arena                      |                                                                                      |
| 9 aprile 1988    | Louisville           | USA         | Louisville Gardens                |                                                                                      |
| 10 aprile 1988   | Dayton               | USA         | Hara Arena                        |                                                                                      |
| 21 aprile 1988   | Birmingham           | Inghilterra | National Exhibition Centre        | registrazioni per A Show of Hands album e video                                      |
| 23 aprile 1988   | Birmingham           | Inghilterra | National Exhibition Centre        | registrazioni per A Show of Hands album e video                                      |
| 24 aprile 1988   | Birmingham           | Inghilterra | National Exhibition Centre        | registrazioni per A Show of Hands album e video                                      |
| 26 aprile 1988   | Glasgow              | Scozia      | Scottish Exhibition Centre        |                                                                                      |
| 28 aprile 1988   | Londra               | Inghilterra | Wembley Arena                     |                                                                                      |
| 29 aprile 1988   | Londra               | Inghilterra | Wembley Arena                     |                                                                                      |
| 30 aprile 1988   | Londra               | Inghilterra | Wembley Arena                     |                                                                                      |
| 2 maggio 1988    | Rotterdam            | Paesi Bassi | Ahoy Sportpaleis                  |                                                                                      |
| 4 maggio 1988    | Francoforte sul Meno | Germania    | Festhalle                         |                                                                                      |
| 5 maggio 1988    | Stoccarda            | Germania    | Hanns-Martin Schleyerhalle        |                                                                                      |

## Documentazione
Riguardo all'Hold Your Fire Tour sono reperibili le seguenti testimonianze audiovisive, audio e cartacee:
- A Show of Hands, video concerto del 1989.
- da R40, disco bonus: Lock and Key, 1988.
- A Show of Hands, album live del 1989, tracce Intro, The Big Money, Subdivisions, Marathon, Turn The Page, Manhattan Project, Mission, Distant Early Warning, The Rhythm Method, Force Ten, Time Stand Still, Red Sector A, Closer to the Heart.
- Hold Your Fire Tourbook.